# Lillemor Ohlson
Lillemor Elisabeth Ohlson, ursprungligen Olsson, född 5 juni 1948 i Ytterselö i Södermanland, är en svensk skådespelare och dansare.

## Biografi
Lillemor Ohlson filmdebuterade 1968 i ...som havets nakna vind. Hon har i första hand varit verksam som dansare, men även gjort en del roller på privatteatrarna. Hon spelade i farsen En man för mycket på Folkan i Stockholm, musikalen A Chorus Line på Oscars och komedin Omaka par på Lisebergsteatern i Göteborg. Hon har också medverkat i flera krogshower, bland annat med Björn Skifs på Hamburger Börs.

## Filmografi
- 1968 – ...som havets nakna vind
- 1973–1974 – Bröderna Malm (TV-serie)
- 1977 – 91:an och generalernas fnatt
- 1978 – Dante - akta're för Hajen!
- 1979 – Jag är med barn
- 1984 – Ronja Rövardotter
- 1996 – Omaka par

## Teater

### Roller (ej komplett)
| År   | Roll        | Produktion                                                    | Regi            | Teater                           |
| ---- | ----------- | ------------------------------------------------------------- | --------------- | -------------------------------- |
| 1969 | Ensemble    | Cabaret John Kander, Fred Ebb och Joe Masteroff               | John Zacharias  | Norrköping-Linköping stadsteater |
| 1970 |             | Wermlännigarne Fredrik August Dahlgren och Andreas Randel     | Bertil Norström | Norrköping-Linköping stadsteater |
| 1970 |             | Csardasfurstinnan Emmerich Kálmán, Leo Stein och Béla Jenbach | Isa Quensel     | Oscarsteatern                    |
| 1976 | Medverkande | Hem till stan, revy Kar de Mumma                              | Hans Dahlin     | Folkan                           |
| 1979 |             | En man för mycket Ray Cooney och John Chapman                 | Klaus Pagh      | Folkan                           |
| 1979 | Val         | A Chorus Line Marvin Hamlish och Edward Kleban                | Michael Bennett | Oscarsteatern                    |